# 吾甫尔·阿不都拉
吾甫尔·阿不都拉（維吾爾語：غوپۇر ئابدۇللا‎，拉丁维文：Ghopur Abdulla，1941年9月—），男，维吾尔族，新疆尉犁人，中华人民共和国政治人物，曾任新疆维吾尔自治区政协副主席，第六、七届全国人大代表。